# Neuillé-Pont-Pierre
Neuillé-Pont-Pierre är en kommun i departementet Indre-et-Loire i regionen Centre-Val de Loire i de centrala delarna av Frankrike. Kommunen ligger i kantonen Neuillé-Pont-Pierre som tillhör arrondissementet Tours. År 2022 hade Neuillé-Pont-Pierre 2 238 invånare.

## Befolkningsutveckling
Antalet invånare i kommunen Neuillé-Pont-Pierre
Referens:INSEE